# Elise Rechichi
Elise Maree Rechichi, AOM (* 11. Januar 1986 in Perth) ist eine australische Seglerin.

## Erfolge
Elise Rechichi nahm an den Olympischen Spielen 2008 in Peking und 2012 in London in der 470er Jolle teil. 2008 belegte sie gemeinsam mit Tessa Parkinson in den ersten zehn Rennen viermal den zweiten Platz und gewannen eines davon, sodass sie sich für das medal race der zehn besten Boote qualifizierten. Sie belegten in diesem zwar nur den neunten Rang, das reichte jedoch für den ersten Platz. Rechichi und Parkinson wurden somit vor dem niederländischen und dem brasilianischen Boot Olympiasieger. Vier Jahre darauf erreichte sie mit Belinda Stowell ebenfalls das medal race, beendete dieses jedoch letztlich nur auf dem siebten Gesamtrang. Bei Weltmeisterschaften gewann Rechichi gemeinsam mit Parkinson 2008 die Bronzemedaille.
Für ihren Olympiaerfolg erhielt Rechichi 2009 die Australia Order Medal. Sie ist verheiratet und hat zwei Kinder.